# The Old Bourne
Der The Old Bourne ist ein Wasserlauf in Hertfordshire, England. Er entsteht im Osten von Cottered und fließt in südöstlicher Richtung bis zu seiner Mündung in den Dane End Tributary südlich von Dane End.